# Talaveruela de la Vera
Talaveruela de la Vera est une commune de la province de Cáceres dans la communauté autonome d'Estrémadure en Espagne.